# Bissandérou
Bissandérou est une commune rurale située dans le département de Tchériba de la province du Mouhoun dans la région de la Boucle du Mouhoun au Burkina Faso.

## Géographie
Bissandérou est située sur la route nationale 14, à 63 km de Dédougou, sur l'axe routier Ouagadougou-Dédougou, et s'étend sur 236 km2. 
La commune abrite la forêt classée de Tissé.

## Démographie
| 2003  | 2006  | 2012 |
| ----- | ----- | ---- |
| 1 903 | 1 745 | -    |

En 2006, sur les 1 745 habitants du village – regroupés en 208 ménages – 54,56 % étaient des femmes, 51,7 % % avaient moins de 14 ans, 44,1 % entre 15 et 64 ans et environ 2,6 % plus de 65 ans. Ce sont principalement des Nunuma, mais le village est aussi habité par des Mossi et des Peuls.

## Économie
Un marché s'y tient tous les cinq jours.

## Éducation et santé
Le centre de soins le plus proche de Bissandérou est le centre de santé et de promotion sociale (CSPS) de Tchériba tandis que le centre hospitalier régional (CHR) se trouve à Dédougou.